# Rue Fourcade (Toulouse)
Pour l’article homonyme, voir Rue Fourcade.
La rue Fourcade (en occitan : carrièra Forcada) est une voie de Toulouse, chef-lieu de la région Occitanie, dans le Midi de la France.

## Situation et accès

### Description
La rue Fourcade est une voie publique. Elle relie les quartiers de la Croix-de-Pierre et de la Faourette.
La chaussée compte une seule voie de circulation en sens unique, entre la route de Seysses et l'allée de l'Île-de-France, puis à double-sens dans sa dernière partie. Elle appartient à une zone 30 et la vitesse y est limitée à 30 km/h. Il existe pas de bande, ni de piste cyclable, quoiqu'elle soit à double-sens cyclable sur toute sa longueur.

### Voies rencontrées
La rue Fourcade rencontre les voies suivantes, dans l'ordre des numéros croissants :
1. Route de Seysses
2. Rue Sainte-Cécile (d)
3. Rue Julien-Sacaze (d)
4. Rue du Cagire - accès piéton (d)
5. Allée de l'Île-de-France (g)

## Odonymie
La rue Fourcade, tracée en 1860 à travers des terrains appartenant à la famille Fourcade, en a naturellement conservé le nom.

## Patrimoine et lieux d'intérêt

### Maisons toulousaines
- no  2 : maison toulousaine (premier quart du XXe siècle)[2].
- no  3 : maison toulousaine (premier quart du XXe siècle)[3].
- no  5 : maison toulousaine (premier quart du XXe siècle)[4].
- no  11 : maison toulousaine (premier quart du XXe siècle)[5].
- no  12 : maison toulousaine (premier quart du XXe siècle)[6].
- no  31 : maison toulousaine (premier quart du XXe siècle)[7].
- no  47 : maison toulousaine (premier quart du XXe siècle)[8].

### Autres maisons
- no  17 : maison (premier quart du XXe siècle)[9].
- no  19 : maison (premier quart du XXe siècle)[10].
- no  23 : maison de garde-barrière (premier quart du XXe siècle)[11].
- no  57-71 : maisons (1968).